# Шпайхерсдорф
Шпайхерсдорф (нем. Speichersdorf) — община  в Германии, в Республике Бавария. 
Подчиняется административному округу Верхняя Франкония. Входит в состав района Байройт.  Население составляет 6003 человека (на 31 декабря 2010 года). Занимает площадь 52,89 км². Местные регистрационные номера транспортных средств (коды автомобильных номеров) (нем. Kraftfahrzeugkennzeichen) — BT.

## Население
По оценке на 31 декабря 2015 года население общины Шпайхерсдорф составляет 5809 чел. 

| Дата      | 1840 | 1871 | 1900 | 1925 | 1939 | 1950 | 1961 | 1970 | 1987 | 2011 |
| --------- | ---- | ---- | ---- | ---- | ---- | ---- | ---- | ---- | ---- | ---- |
| Население | 3117 | 3103 | 3098 | 3041 | 3078 | 4861 | 4213 | 4823 | 4831 | 5950 |

| Год       | 1960 | 1970 | 1980 | 1990 | 2000 | 2009 | 2010 | 2011 | 2012 | 2013 | 2014 | 2015 |
| --------- | ---- | ---- | ---- | ---- | ---- | ---- | ---- | ---- | ---- | ---- | ---- | ---- |
| Население | 4077 | 4804 | 4684 | 4968 | 6054 | 5998 | 6003 | 5932 | 5946 | 5881 | 5874 | 5809 |